# Boiga quincunciata
Espèce
Synonymes
- Dipsadomorphus quincunciata Wall, 1908

Boiga quincunciata est une espèce de serpents de la famille des Colubridae.

## Répartition
Cette espèce se rencontre en Birmanie et en Inde, dans les États d'Assam et d'Arunachal Pradesh.

## Description
Selon la description faite par Wall, Boiga quincunciata mesure entre 65 et 100 cm.

## Publication originale
- Wall, 1908 : Two new snakes from Assam. Journal of the Bombay Natural History Society, vol. 18, p. 272-274 (texte intégral).